# 琅勃拉邦足球場
琅勃拉邦足球場（英語：Luang Prabang Stadium）是一個位於老挝琅勃拉邦的多用途足球場，主要用作足球比賽場地，但有時亦會作為田径，演唱會和慶典場地，能容納2萬名觀眾。